# ایزوتوپ‌های کوپرنیسیم
عنصر کوپرنیسیم عنصری مصنوعی است که در رآکتورهای هسته‌ای تولید می‌شود و در نتیجه هیچ ایزوتوپ پایداری نداشته و جرم اتمی استاندارد برای آن قابل تعریف نیست. نخستین ایزوتوپ شناسایی شده این عنصر ۲۷۷Cn بود که در سال ۱۹۹۶ میلادی تولید و ردیابی شد. تاکنون ۶ ایزوتوپ و دو ایزومر هسته‌ای از کوپرنیسیم شناسایی شده است که پایدارترین ایزوتوپ در این میان ۲۸۵Cn با نیمه عمر ۲۹ ثانیه است.

## جدول ایزوتوپ‌ها
| نماد   | Z(p)              | N(n)              | جرم ایزوتوپ (u)   | نیمه عمر                    | حالت واپاشی | ایزوتوپ دختر | اسپین |
| نماد   | excitation energy | excitation energy | excitation energy | نیمه عمر                    | حالت واپاشی | ایزوتوپ دختر | اسپین |
| ------ | ----------------- | ----------------- | ----------------- | --------------------------- | ----------- | ------------ | ----- |
| 277Cn  | ۱۱۲               | ۱۶۵               | ۲۷۷٫۱۶۳۶4(15)#    | 1.1(7) ms [0.69(+69-24) ms] | α           | 273Ds        | ۳/۲+# |
| 281Cn  | ۱۱۲               | ۱۶۹               | ۲۸۱٫۱۶۹۷5(42)#    | 0.1 s                       | α           | 277Ds        | ۳/۲+# |
| 282Cn  | ۱۱۲               | ۱۷۰               | ۲۸۲٫۱۷۰5(7)#      | 0.8 ms                      | SF          | (various)    | ۰+    |
| 283Cn  | ۱۱۲               | ۱۷۱               | ۲۸۳٫۱۷۳۲7(65)#    | 4 s                         | α (۹۰٪)     | 279Ds        |       |
| 283Cn  | ۱۱۲               | ۱۷۱               | ۲۸۳٫۱۷۳۲7(65)#    | 4 s                         | SF (10%)    | (various)    |       |
| 283mCn |                   |                   |                   | 5 min                       | SF          | (various)    |       |
| 284Cn  | ۱۱۲               | ۱۷۲               | ۲۸۴٫۱۷۴۱6(91)#    | 97 ms                       | SF          | (various)    | ۰+    |
| 285Cn  | ۱۱۲               | ۱۷۳               | ۲۸۵٫۱۷۷۱2(60)#    | 29 s                        | α           | 281Ds        | ۵/۲+# |
| 285mCn |                   |                   |                   | 8.9 min                     | α           | 281Ds        |       |

1. ↑  اختصارها:
SF: شکافت خود به خود
2. 1 2  This isomer is unconfirmed